# Катастрофа Ан-12 под Иркутском (2013)
Катастрофа Ан-12 под Иркутском (2013) — авиационная катастрофа, произошедшая 26 декабря 2013 года. Транспортный самолёт Ан-12Б компании «Иркут» выполнял рейс по маршруту Новосибирск—Иркутск, но при заходе на посадку в пункте назначения рухнул на наземные сооружения, находившиеся на территории расположенного вблизи аэродрома Иркутска военного склада (109 арсенал ГРАУ). Погибли все находившиеся на его борту 9 человек — 6 членов экипажа и 3 пассажира.

## Самолёт
Ан-12Б (заводской номер 3341509, серийный 15-09) был выпущен Ташкентским авиационным заводом 24 декабря 1963 года и первоначально был направлен в ВВС СССР. С мая 1989 года получил бортовой номер СССР-12162 и принадлежал Иркутскому авиационному заводу (с 2002 по 2008 годы сдавался в лизинг авиакомпании «Московия»). С сентября 1993 года зарегистрирован в реестре гражданских воздушных судов России под бортовым номером RA-12162. В июле 2008 года перешёл в компанию «Иркут», был переведён из гражданской авиации в реестр экспериментальной, а его бортовой номер сменился на 12162. Оснащён четырьмя турбовинтовыми двигателями АИ-20М производства Пермского моторного завода. По состоянию на 1 января 2010 года, совершил 8410 циклов «взлёт-посадка» и налетал 17 445 часов.

## Экипаж и пассажиры
Экипаж
- Командир воздушного судна (КВС) — 50-летний Валерий В. Шаргородский.
- Второй пилот — 53-летний Павел П. Ерофеев.
- Штурман — 51-летний Сергей В. Абросимов.
- Бортмеханик — 51-летний Сейтжан М. Махмутов.
- Бортрадист — 46-летний Павел И. Себекин.
- Бортоператор — 29-летний Александр С. Леваковский.

Пассажиры
- Олег Владимирович Трунин, 46 лет — авиатехник по планеру и двигателям.
- Игорь Леонидович Фурсов, 45 лет — ведущий инженер по авиационному и радиоэлектронному оборудованию.
- Александр Л. Яковлев, 55 лет — авиатехник по радиооборудованию.

## Хронология событий
Ан-12Б борт 12162 выполнял грузовой рейс между авиационными заводами в Новосибирске и Иркутске. Самолёт вылетел с аэродрома «Ельцовка» НАПО имени В. П. Чкалова.
Расчётное время прибытия борта 12162 на схему захода на посадку составляло 20:55 IKT. При установлении связи авиадиспетчером аэродрома Иркутск-2 была передана фактическая погода за 11:00 UTC (20:00 IKT): видимость 4700 метров, высота нижней границы облаков 100 метров, температура воздуха −25°.
Самолёт выполнял заход на посадку на ВПП №14 по радиомаячной системе (РМС) с контролем по радиолокатору системы посадки (РСП). Минимум ВПП-14 аэродрома Иркутск-2 для данной системы захода на посадку составляет 100 метров по высоте принятия решения и 1700 метров по видимости на ВПП. Фактическая погода за 12:00 UTC (21:00 IKT) составляла: видимость 3000 метров, высота нижней границы облаков 90 метров.
В 21:01 IKT радиосвязь с бортом 12162 была потеряна (последняя отметка на экране РСП была зафиксирована на удалении 1 километра от торца ВПП). В 21:06 к месту катастрофы выехали расчёты спасателей службы СПАСОП аэродрома Иркутск-2.
В 21:38 26 декабря в Центр управления в кризисных ситуациях ГУ МЧС России по Иркутской области поступило сообщение о падении грузового самолёта Ан-12 Иркутского авиазавода, перевозившего груз по маршруту Новосибирск—Иркутск. По предварительным данным, погибли 6 членов экипажа и 3 пассажира, сопровождавших груз.
Разлива авиатоплива не произошло. Открытое горение на месте пожара было ликвидировано в 22:06 IKT. В тушении возгорания были задействованы 175 человек и 36 единиц техники.
Борт 12612 разбился между БПРМ (в 1700 метрах от порога ВПП) и торцом ВПП (в 770 метрах от него с боковым уклонением вправо на 90 метров от оси ВПП). Самолёт сначала зацепил верхушки берёз, затем левой стойкой шасси частично снёс крышу ангара, после всеми стойками шасси повредил несколько стоявших на земле автомобилей «ЗИЛ-131» и затем врезался в складские помещения Центра материально-технического обеспечения, наполовину разрушив два ангара, в которых хранились инструменты и принадлежности к автомобильной технике (по другим данным, самолёт упал на территорию 109-го арсенала ГРАУ). В результате катастрофы вся носовая часть самолёта с кабиной пилотов полностью разрушилась, никто из военнослужащих и гражданских лиц на земле не пострадал.

## Расследование
По итогам расследования дела Восточно-Сибирская транспортная прокуратура заявила, что в причастности к катастрофе подозреваются руководители полётов Иркутского авиационного завода — филиала ОАО «Научно-производственная корпорация „Иркут“». Как сообщило Восточно-Сибирское следственное управление на транспорте, в ходе следственных мероприятий подозреваемые не признали свою вину в предъявленном им обвинении, заявляя о своей непричастности к нему; «однако собранные следствием доказательства опровергли все доводы обвиняемых и их защиты», — говорится в сообщении ведомства.
В ходе расследования было допрошено более 50 свидетелей, изучено более 50 объектов и документов, проведено 14 экспертиз, в том числе две лётно-технические. Уголовное дело уместилось в 18 томов. В адрес Иркутского авиационного завода было направлено представление устранить причины и условия, способствовавшие совершению данного преступления. Также был подсчитан ущерб, нанесённый в результате авиакатастрофы НПК «Иркут» и Министерству обороны РФ, он превысил 78 000 000 рублей.
Уголовное дело в отношении руководителей полётов авиазавода рассматривалось в Ленинском райсуде Иркутска. В НПК «Иркут» отказались комментировать результаты расследования причин катастрофы.
По состоянию на февраль 2016 года, в качестве причин катастрофы борта 12162 помимо ошибок экипажа рассматривается также версия об отказе двигателя №2 (левого крайнего), в связи с чем судом назначена дополнительная лётно-техническая экспертиза.